# Post Falls
Post Falls  ist eine Stadt im Kootenai County im US-Bundesstaat Idaho.

## Geografie
Post Falls liegt in der Rathdrum Prairie, entlang der Grenze zwischen Washington und Idaho. Es wird im Osten von Coeur d’Alene, im Westen von Stateline und dem Bundesstaat Washington und im Süden vom Spokane River begrenzt. Post Falls liegt 20 Meilen (32 km) östlich von Spokane und etwa 100 Meilen (160 km) südlich der Grenze zwischen Kanada und den Vereinigten Staaten.

## Geschichte
Post Falls ist nach Frederick Post benannt, einem deutschen Einwanderer, der 1871 ein Sägewerk am Spokane River errichtete, das er von Andrew Seltice, dem Häuptling des Coeur d’Alene-Indianer, gekauft hatte. Der Kauf des Landes ist in einem Piktogramm auf einem Granitfelsen im Treaty Rock Park erhalten.

## Demografie
Nach einer Schätzung von 2019 leben in Post Falls 36.250 Menschen. Die Bevölkerung teilt sich im selben Jahr auf in 93,3 % Weiße, 0,3 % Afroamerikaner, 0,5 % amerikanische Ureinwohner, 1,0 % Asiaten, 0,1 Ozeanier und 4,3 % mit zwei oder mehr Ethnizitäten. Hispanics oder Latinos aller Ethnien machten 5,1 % der Bevölkerung von Post Falls aus. Das mittlere Haushaltseinkommen lag bei 54.021 US-Dollar und die Armutsquote bei 14,7 %.
| Jahr | Einwohner¹ |
| ---- | ---------- |
| 1940 | 843        |
| 1950 | 1.069      |
| 1960 | 1.983      |
| 1970 | 2.371      |
| 1980 | 5.736      |
| 1990 | 7.349      |
| 2000 | 17.247     |
| 2010 | 27.574     |
| 2020 | 38.485     |

¹ 1940 – 2020: Volkszählungsergebnisse

## Infrastruktur
Die Stadt liegt an der Interstate 90, der wichtigsten Ost-West-Autobahn im Norden der Vereinigten Staaten, die den Idaho Panhandle durch Post Falls durchquert. Zwei Meilen (3,2 km) östlich befindet sich die Kreuzung mit dem State Highway 41, der sich 8 Meilen (13 km) nach Norden bis Rathdrum erstreckt. Post Falls liegt etwa 7 Meilen (11 km) westlich der U.S. Route 95, der wichtigsten Nord-Süd-Autobahn des Bundesstaates, die sich bis nach Kanada erstreckt.